# 布萊登斯普林斯 (阿拉巴馬州)
布萊登斯普林斯（英語：Cullomburg）是一個位於美國阿拉巴馬州喬克托縣的非建制地區。該地的面積和人口皆未知。

## 地理
布萊登斯普林斯的座標為31°43′50″N 88°11′51″W / 31.73055°N 88.1975°W，而該地最高點為海拔高度29米（即95英尺）。